# St-Martin (Champeaux)

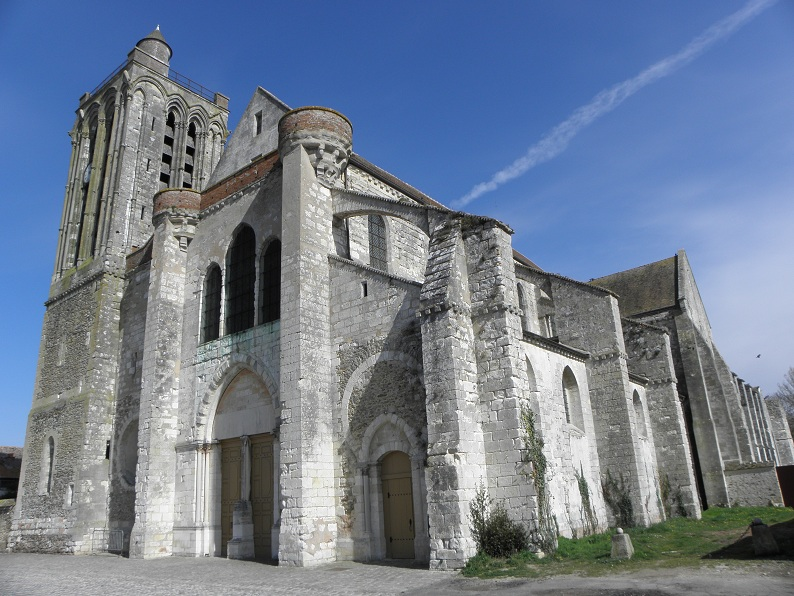
Ehemalige Kollegiatkirche Saint-Martin

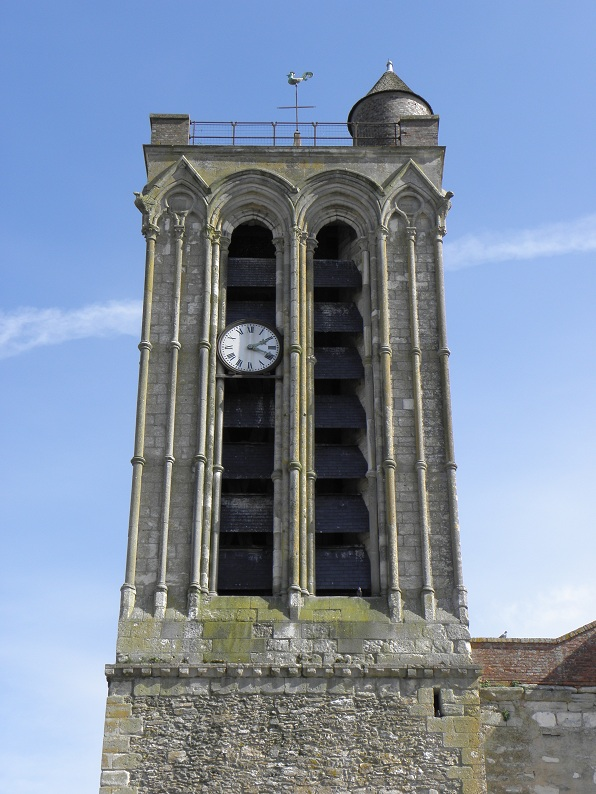
Glockenturm

Die katholische Pfarrkirche Saint-Martin in Champeaux, einer Gemeinde im Département Seine-et-Marne in der französischen Region Île-de-France, wurde ursprünglich als Kollegiatkirche eines Chorherrenstiftes errichtet. Der Bau wurde in der Mitte des 12. Jahrhunderts am Übergang von der Romanik zur Gotik begonnen und zu Beginn des 14. Jahrhunderts fertiggestellt. Im Mittelalter entwickelte sich das Chorherrenstift von Champeaux zu einem bedeutenden Zentrum für theologische Studien und für geistliche Musik. 1840 wurde die dem heiligen Martin geweihte Kirche als Monument historique in die Liste der Baudenkmäler in Frankreich aufgenommen.

## Geschichte
Champeaux wurde erstmals 632 im Testament der heiligen Fara oder Burgundofara erwähnt, der Äbtissin der später nach ihr benannten Abtei Faremoutiers. In der Mitte des 7. Jahrhunderts gründeten die Benediktinerinnen von Faremoutiers in Champeaux ein Priorat. Das Gebiet gehörte ursprünglich zum Erzbistum Sens, wurde aber bereits zu Beginn des 11. Jahrhunderts dem Bistum Paris unterstellt. Zu Beginn des 12. Jahrhunderts wurden die Nonnen durch Säkularkanoniker ersetzt. Diese begründeten eine Schule für theologische Studien und eine Kantorenschule, die bald in hohem Ansehen standen. Zwischen 1160 und 1315 ließen die Chorherren an der Stelle der alten Martinskirche ein neues Gotteshaus errichten.
Man begann mit dem Querschiff, das an den bereits vorhandenen Chor angebaut wurde. Vierung und Querhausarme wurden 1180 fertiggestellt. Das Langhaus wurde um 1220 vollendet. Nach einer Unterbrechung der Bauarbeiten aufgrund von Geldmangel wurde ab 1270 ein neuer Chor mit geradem Abschluss errichtet. Die Apsiskapelle sowie die beiden Kapellen der Chorseitenschiffe wurden erst im 14. Jahrhundert angefügt. 1405 wurde die Fassade durch Schießscharten, einen Wehrgang und Ecktürme festungsartig verstärkt. Ende des 15. und zu Beginn des 16. Jahrhunderts erfolgte der Einbau der Bleiglasfenster. 1522 wurde das Chorgestühl in Auftrag gegeben.
Während des Hundertjährigen Krieges, der Kriege gegen die Hugenotten und der Fronde-Aufstände wurde die Kirche mehrfach geplündert. Im Zuge der Französischen Revolution wurden die Chorherren vertrieben und das Stift aufgelöst. Die Kollegiatkirche blieb erhalten und wurde als Pfarrkirche genutzt, nachdem die bisherige Pfarrkirche Notre-Dame abgerissen worden war.

## Architektur

### Außenbau
An der Nordseite der Westfassade erhebt sich der quadratische, 28 Meter hohe Glockenturm. Das obere Geschoss ist auf allen vier Seiten von zwei hohen, spitz zulaufenden Klangarkaden durchbrochen. Die Fassade wird durch zwei kräftige Strebepfeiler gegliedert, die von kleinen Türmen bekrönt sind. Über dem schmucklosen Portal öffnen sich drei große, leicht zugespitzte Fenster.

### Innenraum

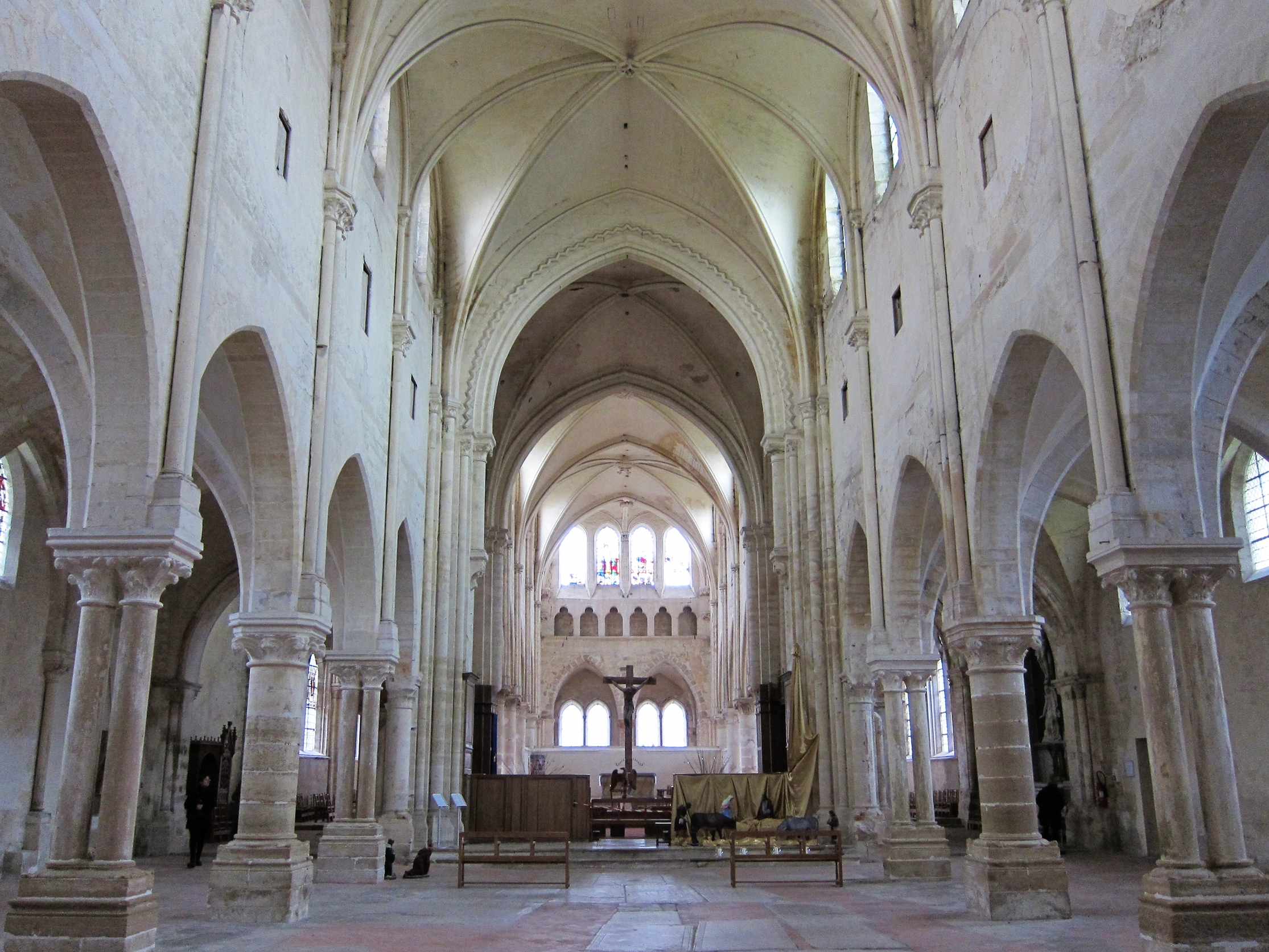
Innenraum mit Blick zum Chor

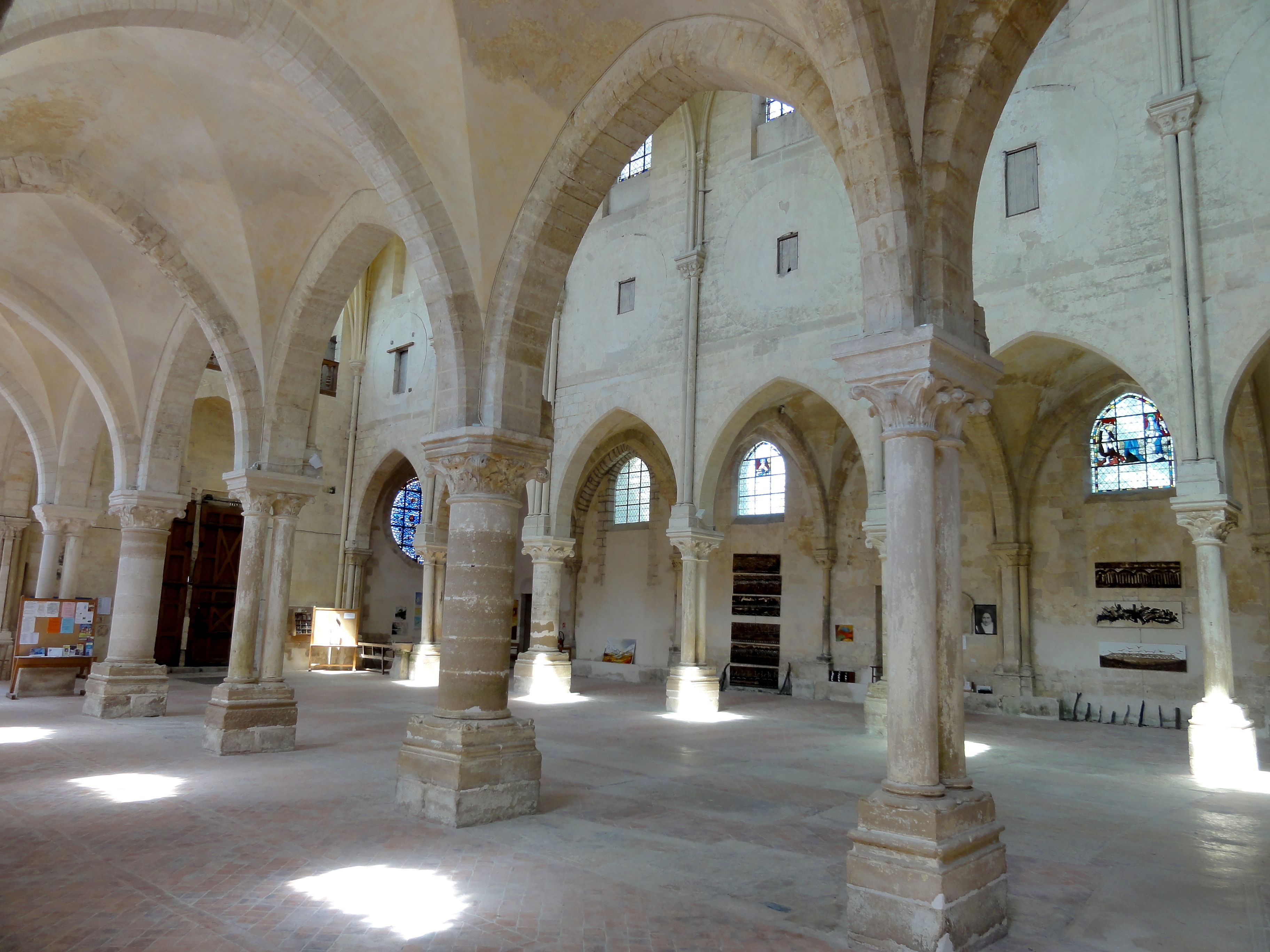
Innenraum

Das Kirchenschiff hat eine Länge von 65 Metern und eine Breite von 20 Metern. Seine Höhe beträgt 15 Meter. Das Langhaus ist dreischiffig und erstreckt sich über sechs Joche. Das Hauptschiff ist mit einem sechsteiligen Kreuzrippengewölbe gedeckt, die Seitenschiffe besitzen Kreuzgratgewölbe. Obergaden und Seitenschiffe sind auf beiden Seiten von sechs großen Spitzbogenfenstern durchbrochen, die den Innenraum mit Licht durchfluten. Die ursprünglich vorgesehenen Okuli über den Mittelschiffarkaden mit einem Durchmesser von 2,80 Meter wurden nicht vollendet und sind zugemauert. Die spitzbogigen Arkaden ruhen abwechselnd auf massigen Säulen und schlanken Doppelsäulen.
Das kaum über das Langhaus ragende Querschiff weist an seinen Kapitellen noch romanische Blattwerkfriese auf. Zwei figürlich gestaltete Konsolen an den beiden westlichen Querhauspfeilern stellen einen König und eine Königin, vielleicht auch die beiden Schutzpatrone der Kirche, die heilige Fara und den heiligen Martin, dar. Sie werden wie auch die pflanzenverschlingenden Monsterköpfe in das 12. Jahrhundert datiert.
Der in der dritten Bauphase errichtete Chor erstreckt sich über fünf Joche und ist wie das Hauptschiff mit einem sechsteiligen Kreuzrippengewölbe gedeckt. Auch die beiden Seitenschiffe des Chores besitzen Kreuzrippengewölbe. Die Stirnwand des Chores ist von vier großen Rundbogenfenstern durchbrochen, unter denen ein Blendtriforium mit Dreipassbögen verläuft.

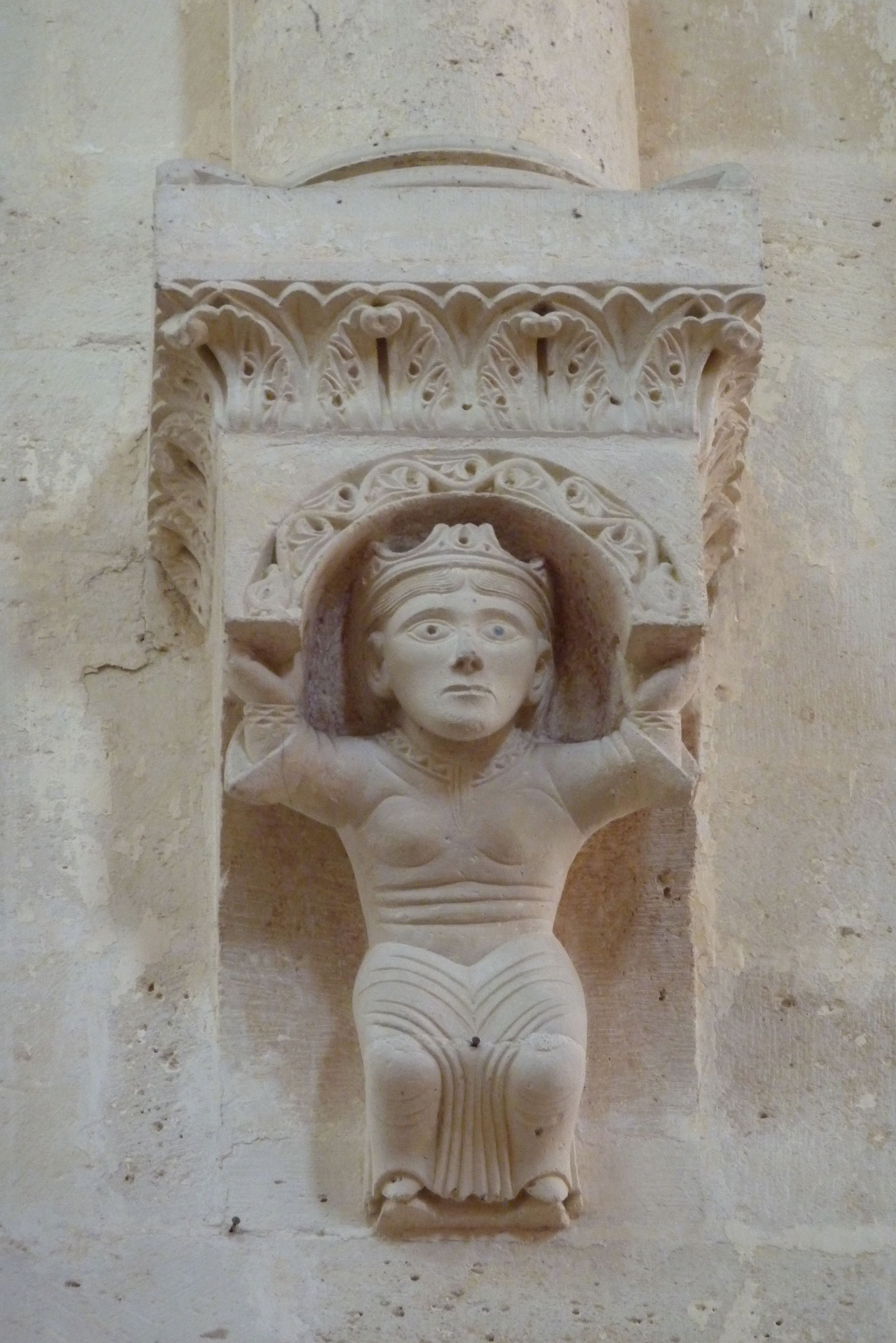
Konsole
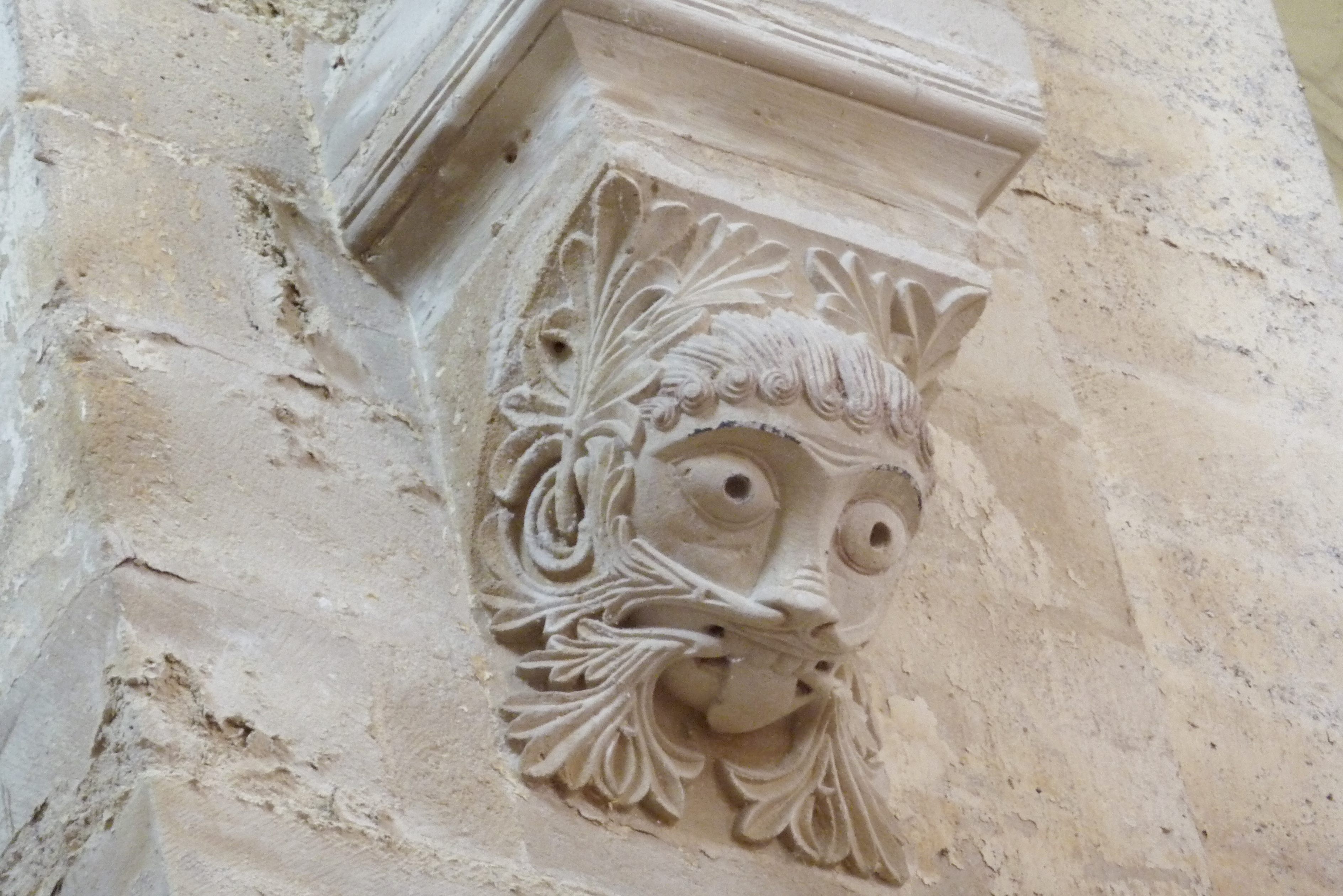
Konsole mit Blattmaske
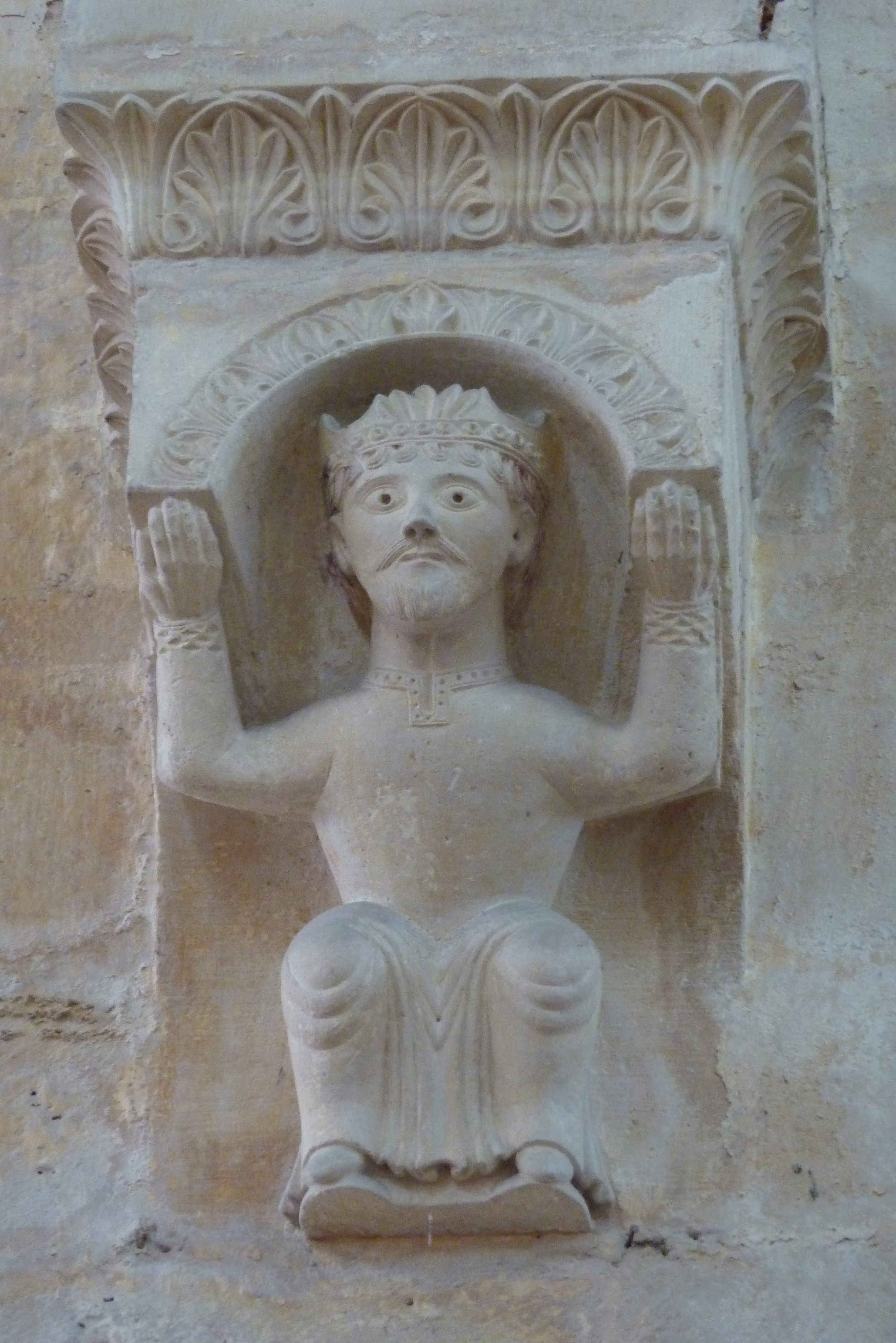
Konsole

## Bleiglasfenster
Die Kollegiatkirche besaß 70 Bleiglasfenster, von denen einige aus dem 15. Jahrhundert, der überwiegende Teil aus dem 16. Jahrhundert stammten. Nur wenige Fenster sind, teilweise als Fragmente, heute noch erhalten.
- Fenster der Heiligen Drei Könige

- Wurzel-Jesse-Fenster

|  | Madonna, Kreuzigung Christi Nur noch teilweise erhalten ist das Fenster mit der Darstellung der Wurzel Jesse, in dessen oberem Abschluss eine Madonna mit Kind thront. Im Maßwerk ist die Kreuzigung Christi dargestellt, umgeben von den Evangelistensymbolen. Eine Szene zeigt den heiligen Martin, der seinen Mantel mit einem Bettler teilt, in einer anderen Szene sieht man den heiligen Nikolaus und die Scholaren, die dem Salzfass entsteigen. |

- Marienfenster

| Marienfenster Ein Fenster gibt im oberen Teil die Begegnung der heiligen Anna mit Joachim an der Goldenen Pforte wieder. Im unteren Teil ist Mariä Tempelgang dargestellt. Ein weiteres Fenster stellt die Geburt Marias und ihre Vermählung mit Josef dar. |

- Fenster des heiligen Georg und Nikolausfenster

|  | Von den beiden Fenstern mit der Darstellung des heiligen Georg, der mit dem Drachen kämpft, und der Darstellung des heiligen Nikolaus, der die drei Scholaren aus dem Salzfass rettet, sind nur noch die oberen Scheiben erhalten. |

Mehrere Fenster haben die Kreuzigung Christi zum Thema. Neben Heiligen und Märtyrern sind Bischöfe und Chorherren dargestellt.

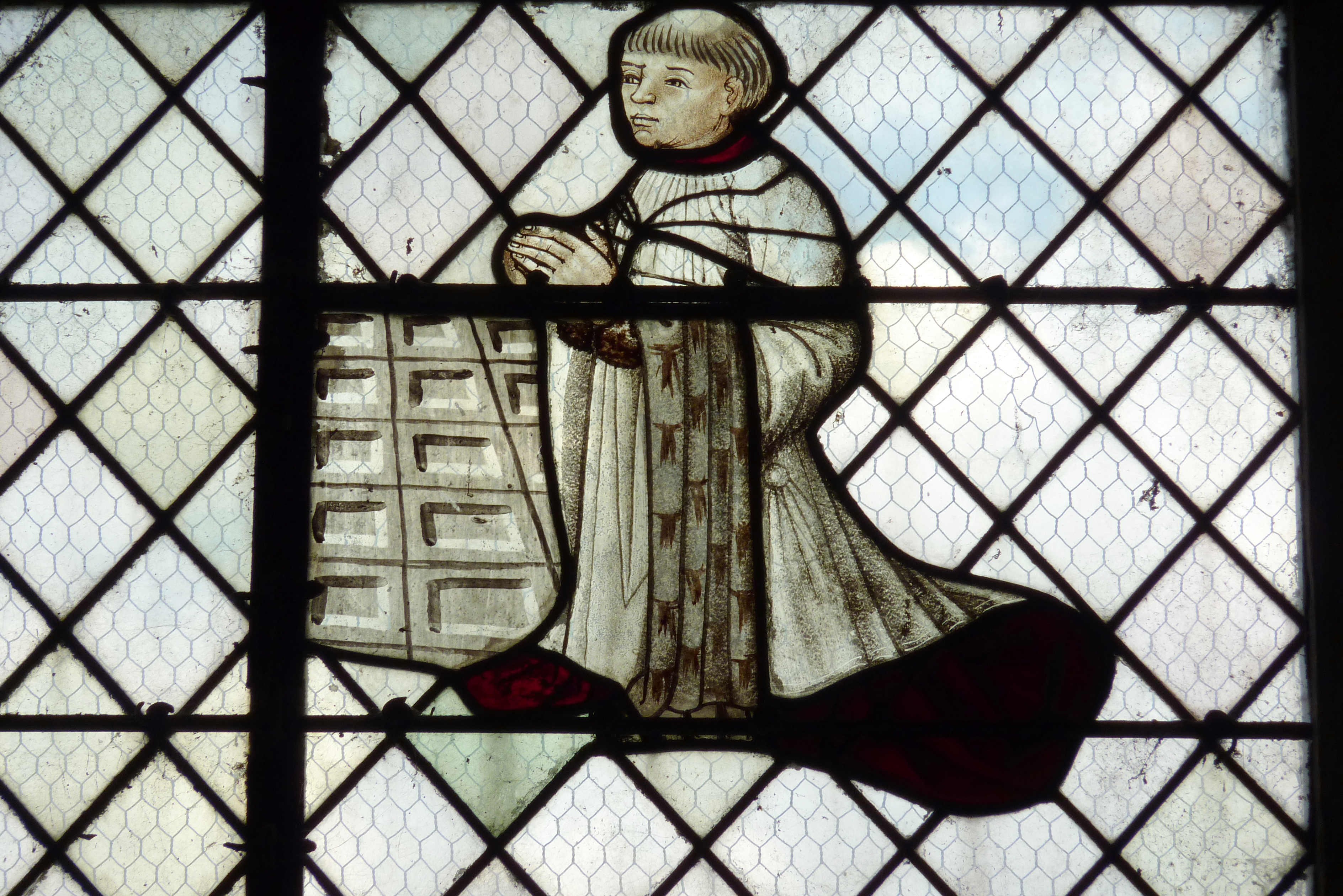
Chorherr
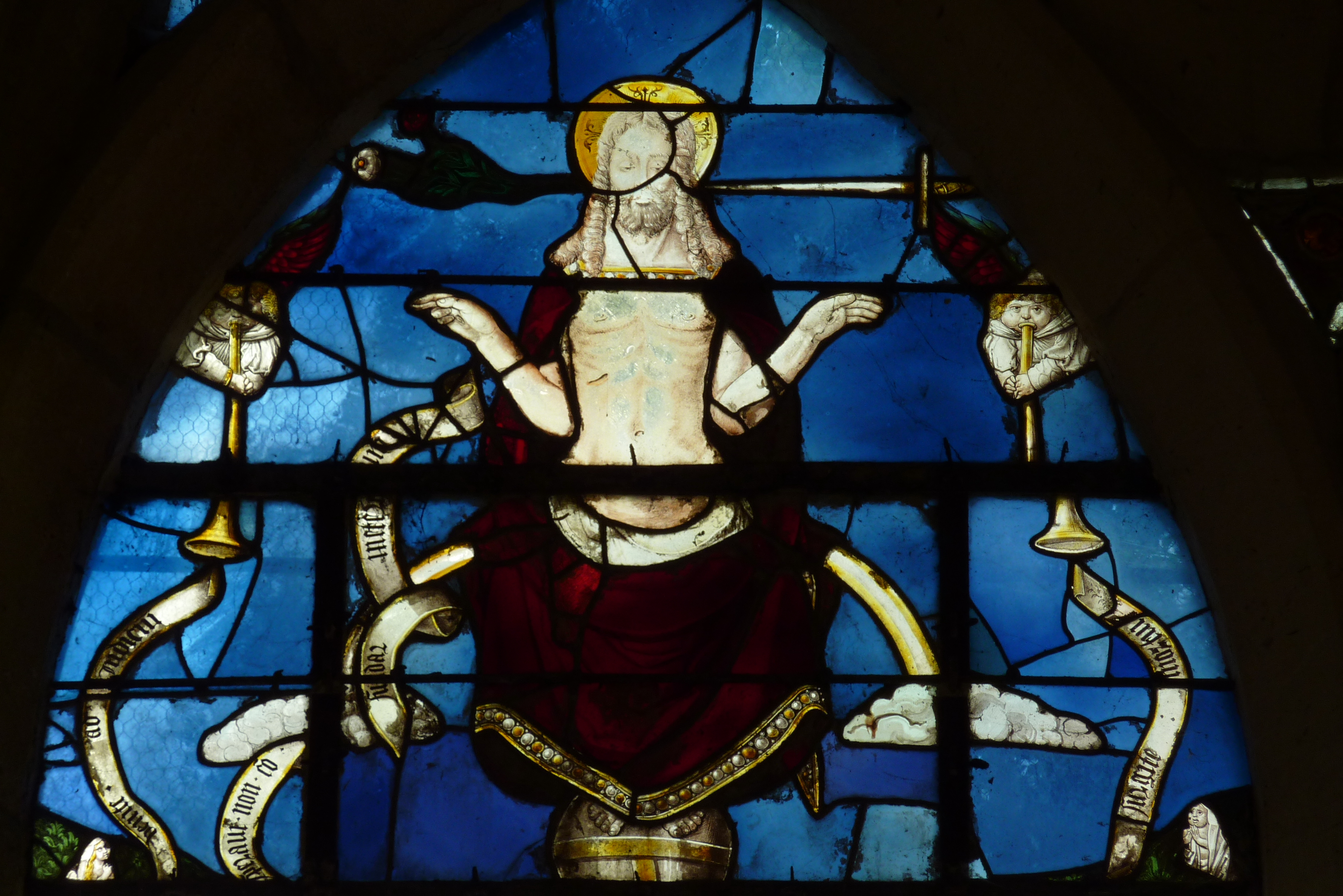
Christus als Weltenrichter
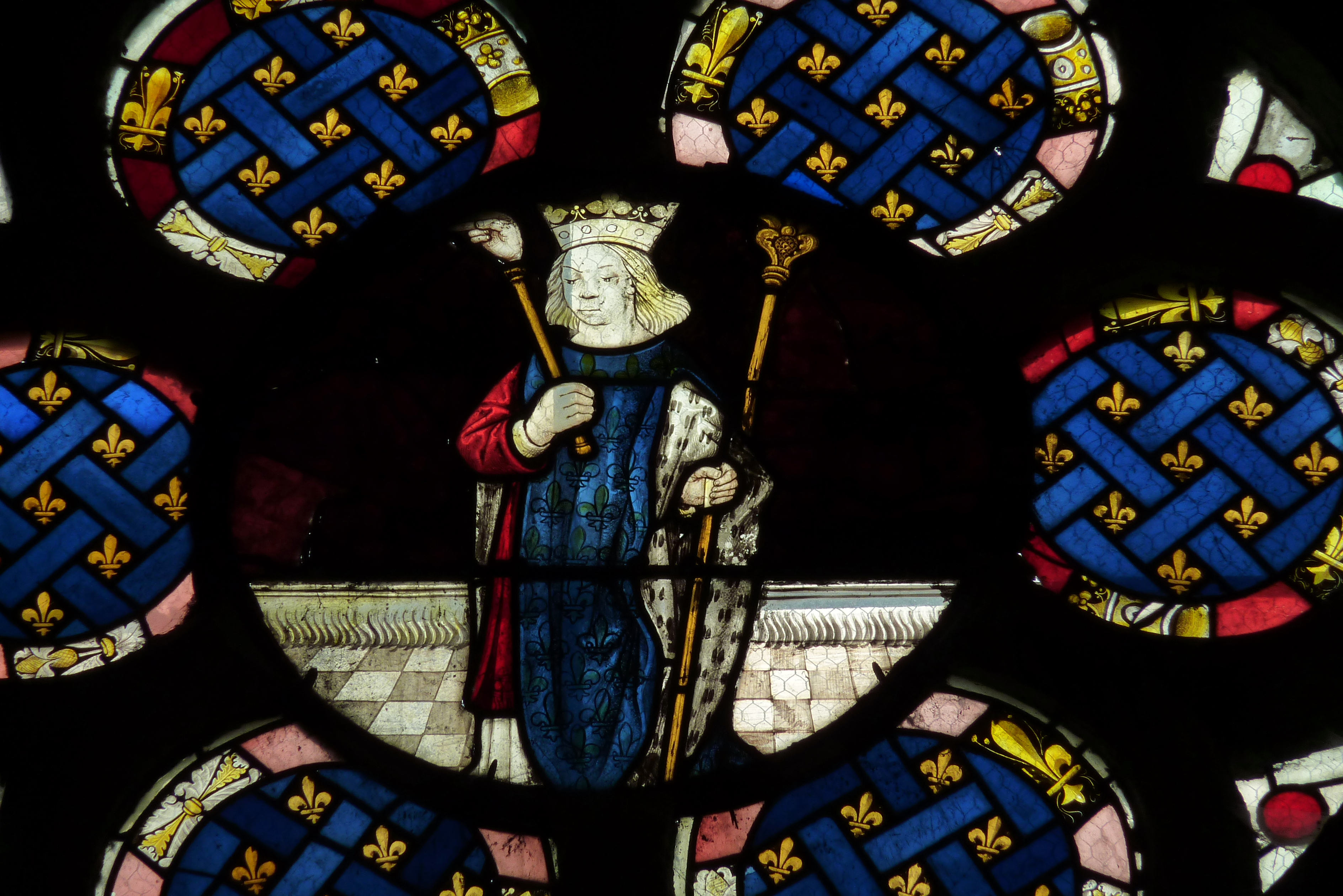
Französischer König
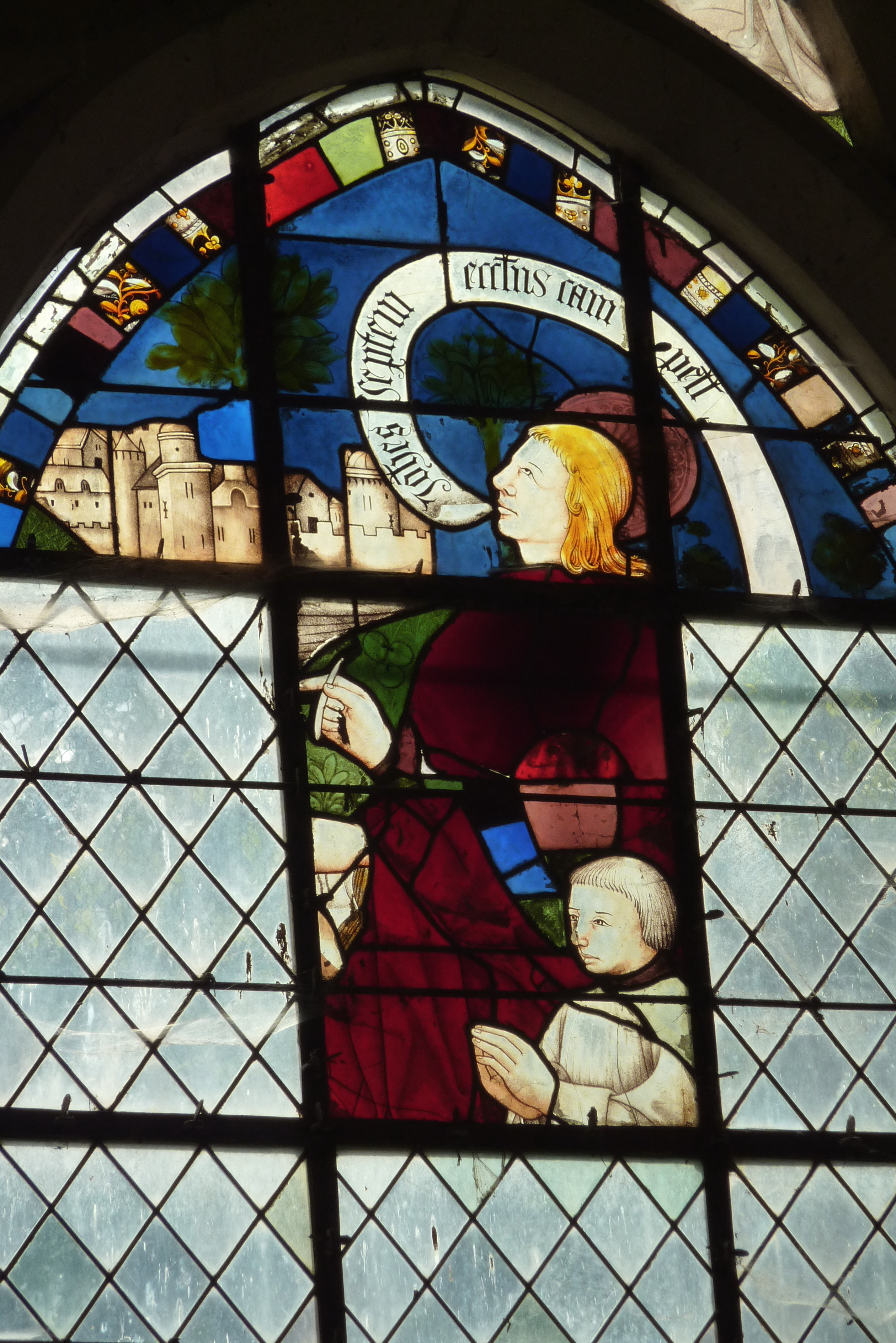
Chorherr

## Chorgestühl
Das holzgeschnitzte Chorgestühl wurde 1522 von dem Pariser Schreiner Richard Falaise geschaffen und ist vollständig erhalten. Die Miserikordien sind mit Szenen aus dem Alten Testament und Heiligenfiguren verziert, manche illustrieren Sprichwörter, Wortspiele oder Alltagsszenen.

## Grabplatten
Die Chorherren ließen sich in der Kirche bestatten, mit dem Kopf in Richtung Osten. Die Kirche besaß eine große Anzahl an Grabplatten, die 1728 teilweise entfernt wurden, als im Chor ein neuer Boden gelegt werden sollte. Einige Grabplatten wurden in die Wände eingelassen.

## Sonstige Ausstattung

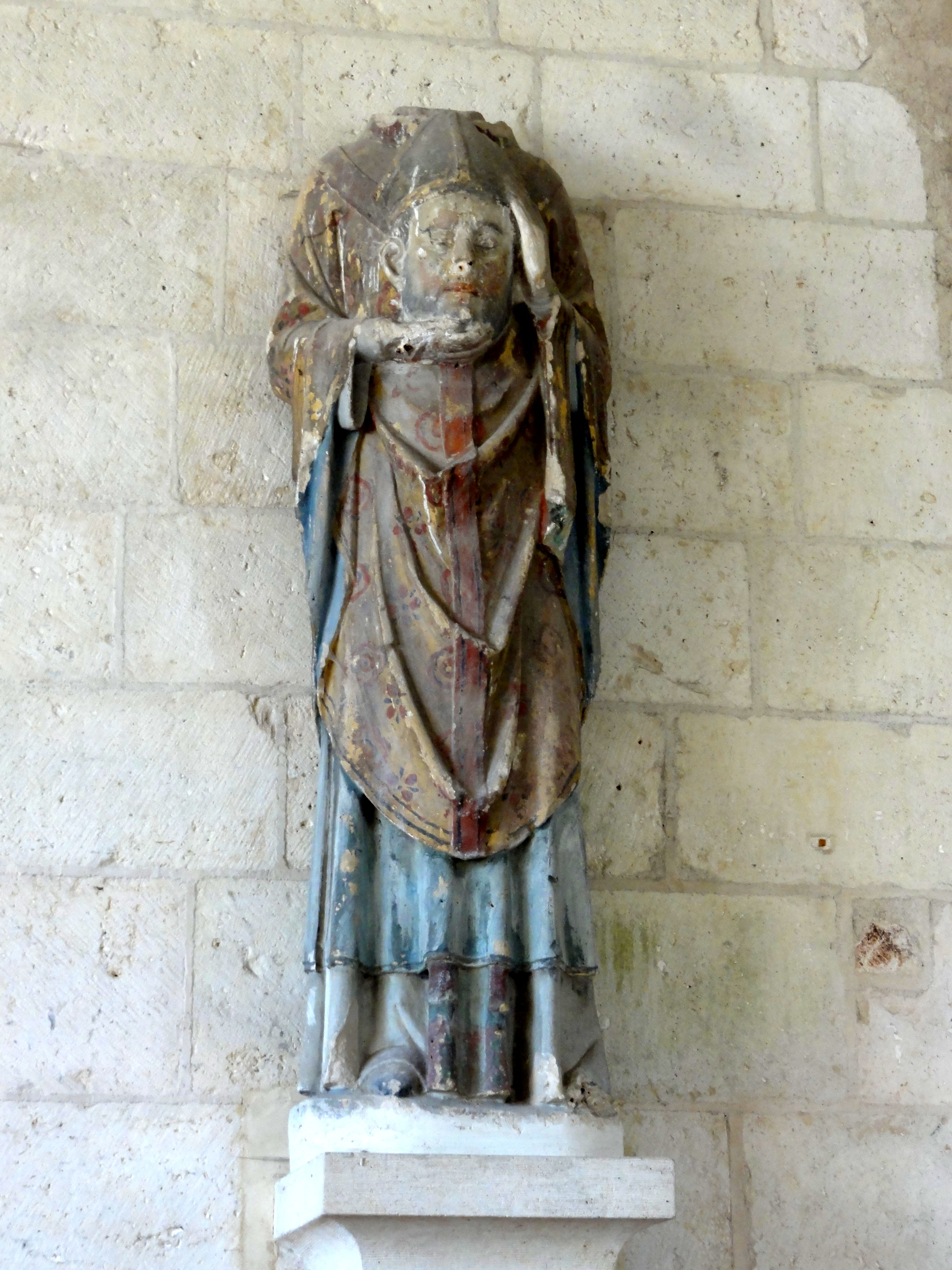
Heiliger Dionysius

- In der nördlichen und südlichen Chorkapelle sowie in den beiden Querhausarmen ist je eine Piscina aus dem 14. Jahrhundert erhalten. Die Piscina der südlichen Chorkapelle besitzt zwei Becken und wird von einem auf schlanken Säulchen aufliegenden Dreipassbogen überfangen. Sie weist auch noch Reste der ursprünglichen Ausmalung auf.
- Die Skulptur des heiligen Dionysius von Paris, aus Stein mit Farbresten, wird in das 13. Jahrhundert datiert.
- Die beiden farbig gefassten Holzfiguren von Maria und Johannes stammen aus dem 16. Jahrhundert. Sie gehörten ursprünglich zu einer nicht mehr erhaltenen Kreuzigungsgruppe.
- An der Wand hinter dem Chorgestühl sind Malereien aus dem 16. Jahrhundert erhalten, auf denen Szenen der Leidensgeschichte Jesu dargestellt sind.